# Beyond Skyline
Beyond Skyline é um filme de ficção científica pós-apocalíptico de 2017, dirigido por Liam O'Donnell e estrelado por Frank Grillo, Bojana Novakovic, Iko Uwais, Callan Mulvey, Yayan Ruhian, Betty Gabriel e Antonio Fargas. É uma sequência do filme de 2010 Skyline. Foi lançado em 15 de dezembro de 2017 nos Estados Unidos pela Vertical Entertainment. Ao contrário de seu antecessor rechaçado pela crítica, Beyond Skyline recebeu críticas favoráveis.

## Enredo
O policial Mark Corley (Frank Grillo) vai a uma delegacia de Los Angeles para tirar seu filho Trent (Jonny Weston) da prisão. O metrô em que eles estão descarrila e eles caminham pelos trilhos com a maquinista Audrey (Bojana Novakovic) e outros passageiros enquanto sons e mensagens estranhas são ouvidos. Ao chegarem à estação, Trent e Jones (Betty Gabriel), uma colega de Mark, são atraídos por uma luz azul que vem da superfície. Mark consegue resgatar o filho enquanto que a moça é levada a uma gigantesca nave juntamente a milhares de outros cidadãos.
Mark, seu colega García (Jacob Vargas), Audrey, Trent e um mendigo veterano da guerra do Vietnã chamado Sarge (Antonio Fargas), que é cego e, portanto, imune à luz, caminham pelos túneis até uma marina, enfrentando um alienígena pelo caminho e testemunhando um ataque nuclear e em vão à nave antes de um García ferido se sacrificar para dar tempo ao restante do grupo. Na marina, um robô alienígena gigante destrói os helicópteros que os resgatariam e abduz o quarteto.
Dentro da nave, o grupo escapa de uma tentativa de ter seus cérebros arrancados e acaba se separando. Mark encontra Jarrod (Tony Black), que assumiu o controle de um esqueleto alienígena no filme anterior, e sua namorada grávida Elaine (Valentine Payen). Ela dá à luz uma garota seis meses antes do previsto e morre logo em seguida. Mark promete a Jarrod tirar a criança da nave se ele o ajudar a encontrar seu filho e ganha uma arma alienígena acoplada a seu punho.
Enquanto isso, Trent, Audrey e Sarge acabam pendurados em uma espécie de teia na qual Trent tem seu cérebro arrancado diante de Mark. Jarrod enfrenta o comandante da nave e acaba mortalmente ferido, mas consegue explodir a nave por dentro, fazendo-a cair no Laos. Pouco antes, Sarge é gravemente ferido por um dos alienígenas e acaba morrendo assim que o grupo sai da nave.
Mark, Audrey e o bebê são encontrados por Sua (Iko Uwais) e Kanya (Pamelyn Chee), um casal de irmãos que atuam no Triângulo Dourado e carregam o que parece ser um ovo alienígena. Ao descobrirem que Mark é policial, o quarteto entra em confronto, mas acaba se aliando para sobreviver aos extraterrestres e à truculenta polícia local. Enquanto isso, dentro da nave, que se reconstrói, um esqueleto é alimentado com o cérebro de Trent.
Os irmãos levam o trio para uma base localizada embaixo de algumas ruínas. Lá, o médico, traficante e namorado de Kanya Harper (Callan Mulvey) estuda o DNA da garota, que já aparenta ter três anos de idade apesar de ter nascido há menos de dois dias. Ele informa que a menina tem células e sangue bem diferentes dos humanos e que seu corpo logo morrerá devido às transformações se não receber uma transfusão. Mark diz que seu sangue pode ser útil devido à arma alienígena que foi instalada em seu braço.
Harper desenvolve uma espécie de vacina que pode fazer os esqueletos recuperarem sua humanidade e o grupo decide tentar usar a nave para curar várias pessoas de uma vez. Um esqueleto gigante se aproxima da base e Kanya se sacrifica em um campo minado para destrui-lo. Mark decide ir à nave sozinho para tentar resgatar as pessoas abduzidas enquanto que Sua acredita que elas devem ser mortas para não oferecerem mais perigo, mas Mark o convence após dizer que seu filho está na nave.
Enquanto a base é atacada por um grupo de extraterrestres, Mark consegue curar a nave. Lá dentro, ele enfrenta o esqueleto energizado pela mente de Trent, que consegue dominar a máquina após ver a aliança do pai. Na base, soldados humanos e alienígenas travam uma batalha na qual Harper acaba morto. Um esqueleto gigante ameaça a todos, mas Trent consegue controlar outro igualmente grande e, com a ajuda do pai, derrota a máquina inimiga enquanto alguns esqueletos alienígenas são curados pela luz vermelha. Audrey batiza a garota como Rose em homenagem à esposa falecida de Mark.
Dez anos depois, Rose (Lindsey Morgan) já é uma mulher adulta e comanda uma nave alienígena habitada por outros humanos e por esqueletos libertados, incluindo Trent. Ela é vista comandando um ataque à frota inimiga em volta da Lua

## Elenco
- Frank Grillo[3] como Mark, um policial e pai
- Bojana Novakovic como Audrey, uma maquinista do metrô de Los Angeles
- Jonny Weston como Trent, o filho distante de Mark[4]
- Callan Mulvey como Harper, um médico da resistência humana
- Antonio Fargas como Sarge, um cego sem-teto e veterano da Guerra do Vietnã
- Yayan Ruhian como O Chefe,[5] um líder da milícia
- Pamelyn Chee como Kanya, a irmã de Sua
- Jacob Vargas como Garcia, um policial e amigo de Mark
- Iko Uwais como Sua, o líder de uma resistência humana subterrânea
- Lindsey Morgan como Capitã  Rose, líder da resistência humana[6]
- Samantha Jean como Elaine, uma mulher em cativeiro e mãe de Rose (o papel foi originalmente interpretado por Scottie Thompson no filme anterior)
- Betty Gabriel como Jones, uma policial de Los Angeles
- Tony Black como Jarrod (o papel foi originalmente interpretado por Eric Balfour no filme anterior)
- Valentine Payen como Rose Corley, esposa morta de Mark em uma cena deletada

## Produção
Em novembro de 2014, a Variety anunciou que Iko Uwais se juntaria ao elenco, ao lado de Frank Grillo , Bojana Novakovic e Yayan Ruhian.  Liam O'Donnell escreveu o roteiro do filme, tendo escrito também o roteiro do primeiro filme, e também o dirige tendo os irmãos Greg e Colin Strause como produtores - eles foram os diretores do primeiro filme, Skyline.  Matthew Chausse também o produziu e Uwais e Ruhian também serviram como coreógrafos de luta.
Os efeitos visuais e produção do filme foram feitos pela Hydraulx.

### Filmagens
A fotografia principal começou em dezembro de 2014, com filmagens em Yogyakarta e Batam, na Indonésia, e Toronto, Ontário, Canadá.  O final do filme foi filmado no complexo do templo indonésio Prambanan, embora o roteiro sugira que ele esteja localizado no Laos.

## Lançamento
O primeiro filme era não-recomendado para menores de 13 anos, mas o segundo foi considerado livre para todas as idades. No Alien Day de 2017, fotos do set foram divulgadas para mostrar como os alienígenas de Beyond Skyline eram. O primeiro trailer foi lançado em 16 de agosto de 2017. O filme estreou em 9 de novembro no Cinepocalypse. Ele também foi exibido em 14 de outubro de 2017 no TADFF em Toronto. Beyond Skyline foi lançado em VOD e em formado digital em 15 de dezembro de 2017 e em DVD e Blu-Ray em 8 de janeiro de 2018.

### Recepção da crítica
No Rotten Tomatoes, o filme tem uma aprovação de 73% com base em 15 resenhas, com uma pontuação média de 5.6/10. No Metacritic, o filme tem uma pontuação média de 46/100, com base em 8 críticas, indicando "resenhas mistas ou médias".